# Phyllophaga fraterna
Phyllophaga fraterna är en skalbaggsart som beskrevs av Harris 1841. Phyllophaga fraterna ingår i släktet Phyllophaga och familjen Melolonthidae. Utöver nominatformen finns också underarten P. f. mississippiensis.